# 阮名共
阮名共（1957年—），越南人民公安中將，現任部長助理專題研究科科長，原越南公安部辦公廳主任。

## 簡歷
2010年4月，少將警銜，任公安部辦公廳副主任。
2010年10月，少將警銜，任公安部辦公廳主任。